# ورزشگاه کارل راموس
ورزشگاه کارل راموس (به لاتین: Carl Ramos Stadium) یک ورزشگاه در بلیز است که در Dangriga واقع شده‌است.